# Ravne, Cerklje na Gorenjskem
Ravne so naselje v Občini Cerklje na Gorenjskem. Ustanovljeno je bilo leta 1994 iz dela ozemlja naselja Apno. Leta 2015 je imelo 32 prebivalcev.